# Tomáš Helebrant
Tomáš Helebrant (* 2. ledna 1974) je český politik a manažer, od října 2021 poslanec Poslanecké sněmovny PČR, od září 2024 zastupitel Středočeského kraje. Angažuje se též v komunální politice, kde je od roku 2018 zastupitelem města Dobříš. Člen hnutí ANO 2011, předseda Oblastní organizace Příbram a místopředseda Středočeské krajské organizace hnutí ANO 2011.

## Osobní a pracovní život
Pochází z Rakovníka, nyní již mnoho let žije ve městě Dobříš v okrese Příbram, kde působí jako ředitel soukromé firmy a podniká. V letech 2018 až 2020 působil v pozici místopředsedy představenstva Oblastní nemocnice Příbram.

## Politické působení
V komunálních volbách v roce 2018 byl jako člen hnutí ANO zvolen zastupitelem města Dobříš. Kandidoval na 2. místě kandidátní listiny. Od roku 2018 je také místopředsedou školské rady SOU Hluboš.
V listopadu 2018 zvolen předsedou Oblastní organizace hnutí ANO 2011 v Příbrami. Tuto pozici v roce 2020 obhájil. V květnu 2021 zvolen místopředsedou Středočeské krajské organizace hnutí ANO 2011. Pro jeho zvolení hlasovalo na krajském sněmu 53 z 54 přítomných delegátů. Krajský sněm tehdy zvolil kompletně zcela nové vedení středočeské organizace. V roce 2023 pozici na Krajském sněmu obhájil a byl znovu zvolen místopředsedou Středočeské krajské organizace hnutí ANO 2011.
Ve volbách do Poslanecké sněmovny PČR v roce 2021 kandidoval za hnutí ANO 2011 na 8. místě kandidátky ve Středočeském kraji, kterou jako lídr vedl tehdejší vicepremiér, ministr průmyslu a obchodu, a ministr dopravy Karel Havlíček. V těchto volbách získalo ANO 2011 27,12% a ve Středočeském kraji 8 mandátů. Tomáš Helebrant se tak se ziskem 2 226 preferenčních hlasů stal poslancem. V orgánech Poslanecké sněmovny pracuje jako člen Výboru pro evropské záležitosti a předseda Podvýboru pro migraci a azylovou politiku, dále je členem Volební komise a několika Meziparlamentních skupin v rámci MPU. Mimo jiné je spoluautorem návrhu, kterým se mění zákon č. 65/2017 Sb., o ochraně zdraví před škodlivými účinky návykových látek, který se týká nikotinových sáčků. Zákaz prodeje nikotinových sáčků dětem a mladistvým, ale i reklamy na ně opakovaně prosazuje. 
V komunálních volbách v roce 2022 znovu kandidoval do zastupitelstva Dobříše jako lídr kandidátky hnutí ANO 2011. Mandát zastupitele města se mu podařilo obhájit a hnutí ANO 2011 pod jeho vedením získalo dvojnásobný počet mandátů.
Byl lídrem hnutí ANO 2011 ve Středočeském kraji pro volby do zastupitelstev krajů v roce 2024. Volby pod jeho vedením ANO vyhrálo, získalo 33,35 % hlasů a rekordní počet 25 krajských zastupitelů (původně 15). Tomáš Helebrant získal 5 477 preferenčních hlasů, stal se krajským zastupitelem a byl zvolen předsedou klubu zastupitelů hnutí ANO. Od roku 2023 je členem Komise pro spolupráci s městy a obcemi Středočeského kraje. 
Ve volbách do Poslanecké sněmovny PČR v roce 2025 kandiduje z 2. místa kandidátní listiny hnutí ANO ve Středočeském kraji.